# 小伊納瓜國家公園
21°30′00″N 73°00′00″W / 21.5000°N 73.0000°W
小伊納瓜國家公園是巴拿馬的國家公園，位於小伊納瓜島，面積744平方公里，始建於1965年，是海龜的築巢地，鄰近水域有女王鳳凰螺棲息。